# Čedanj
Čedanj je pogranično naselje u Hrvatskoj koje upravno pripada Gradu Delnicama. Nalazi se u Primorsko-goranskoj županiji.

## Zemljopis
Nalazi se na jugoistočnoj obali pogranične rijeke Kupe. Sjeverozapadno su naselja u Sloveniji Padovo pri Fari, Poden, Vrh pri Fari, Gotenc, Tišenpolj, zapadno je naselje u Sloveniji Fara, sjeveroistočno su naselja u Hrvatskoj Planica, Kocijani, Podstene, istočno su hrvatska naselja Šepci Podstenski, Pauci, jugoistočno je Zahrt (Hrvatska).

## Stanovništvo
| broj stanovnika | 18    |       |       |       | 44    | 42    | 47    |       | 44    | 56    | 37    | 36    | 20    | 12    | 11    | 9     | 3     |
|                 | 1857. | 1869. | 1880. | 1890. | 1900. | 1910. | 1921. | 1931. | 1948. | 1953. | 1961. | 1971. | 1981. | 1991. | 2001. | 2011. | 2021. |